# Dion Lewis
Dion John Lewis (Albany, 27 settembre 1990) è un giocatore di football americano statunitense che gioca nel ruolo di running back per i New York Giants della National Football League (NFL). Fu scelto nel corso del quinto giro (149º assoluto) del Draft NFL 2011 dai Philadelphia Eagles. Al college ha giocato a football all'Università di Pittsburgh.

## Carriera professionistica

### Philadelphia Eagles
Lewis fu scelto dai Philadelphia Eagles nel corso del quinto giro del Draft 2011. Debuttò nella settimana 1 contro i St. Louis Rams correndo 10 yard su 2 tentativi. Il suo primo touchdown lo segnò nell'ultima gara della stagione regolare contro i Washington Redskins. La stagione da rookie di Lewis si concluse con 102 yard corse in 15 partite e un touchdown. Nella seconda stagione disputò 9 gare, correndo 69 yard e segnando un touchdown nella settimana 16 ancora contro i Redskins.

### Cleveland Browns
L'11 aprile 2013, Lewis fu scambiato coi Cleveland Browns per il linebacker Emmanuel Acho.
Il 26 agosto 2013, Lewis fu inserito in lista infortunati in seguito alla rottura di una gamba.

### Indianapolis Colts
Lewis firmò con gli Indianapolis Colts il 9 settembre 2014. Fu svincolato sette giorni dopo.

### New England Patriots
Nel 2014, Lewis si accordò con i New England Patriots per un contratto da riserva. La stagione successiva riuscì ad entrare nei 53 uomini del roster per l'inizio della stagione regolare, chiudendo al secondo posto della squadra con 234 yard corse.
Il 14 gennaio 2017, nel divisional round di playoff vinto contro gli Houston Texans, Lewis divenne il primo giocatore della storia a segnare su corsa, su ricezione e su ritorno nella stessa gara di playoff.
Nel corso del Super Bowl LI  vinto contro gli Atlanta Falcons ai tempi supplementari (prima volta nella storia del Super Bowl) con il punteggio di 34-28, Lewis ricevette un passaggio da 2 yard.
Nel decimo turno della stagione 2017, Lewis fu premiato come giocatore degli special team della AFC della settimana dopo avere ritornato un kickoff per 103 yard in touchdown contro i Denver Broncos. Nella stessa gara segnò anche un altro TD su una corsa da 8 yard. Nella penultima gara della stagione corse un record in carriera di 129 yard e segnò un touchdown su ricezione nella vittoria sui Buffalo Bills, venendo premiato come giocatore offensivo della AFC della settimana.

### Tennessee Titans

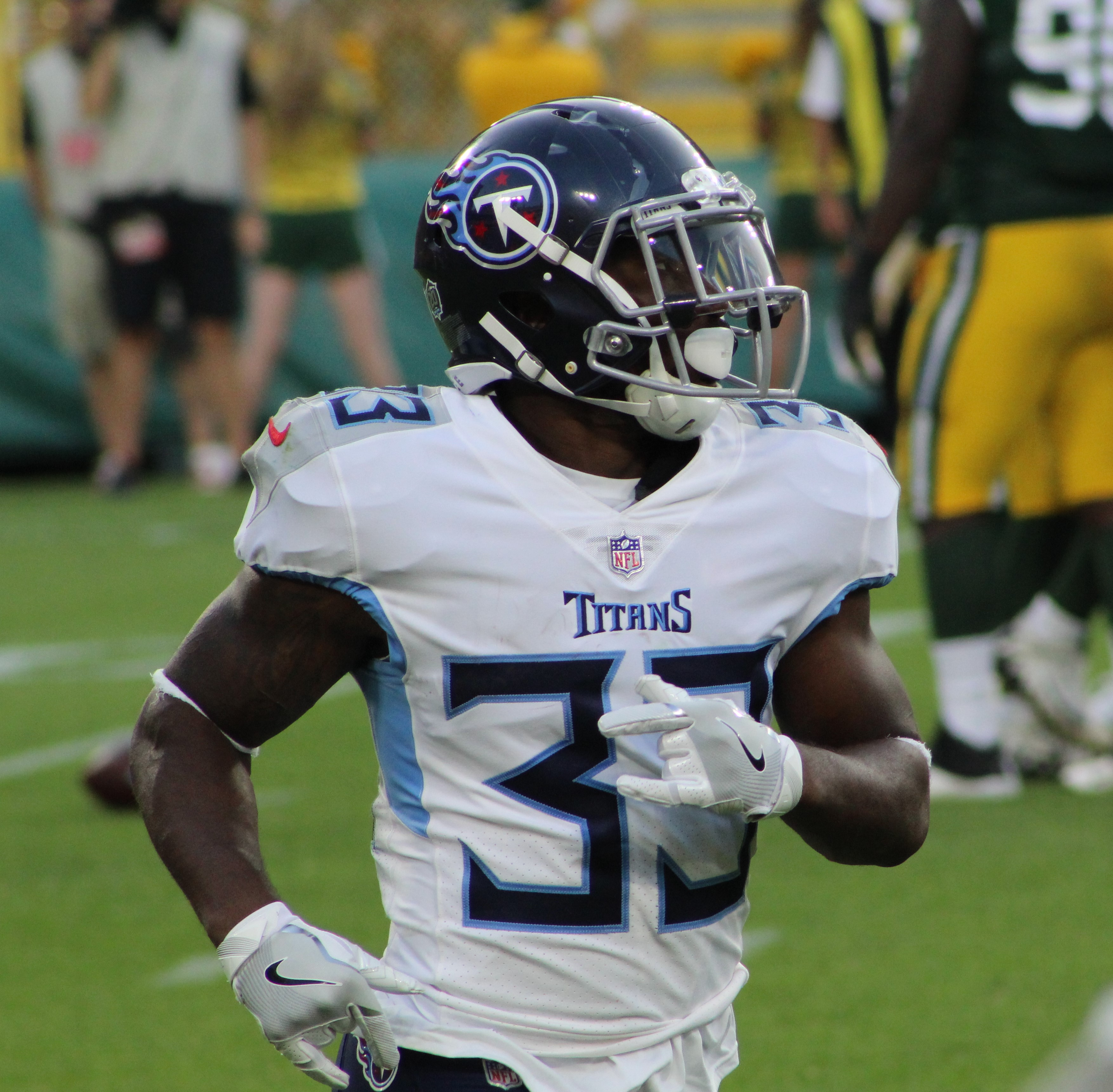
Lewis nel 2018 coi Titans

Il 13 marzo 2018 Lewis firmò con i Tennessee Titans. Il 12 marzo 2020 fu svincolato.

### New York Giants
Il 23 marzo 2020 Lewis firmò con i New York Giants.

## Palmarès

### Franchigia
- Super Bowl : 1

New England Patriots: LI
- American Football Conference Championship: 2

New England Patriots: 2016, 2017

### Individuale
- Giocatore offensivo della AFC della settimana: 1

16ª del 2017
- Giocatore degli special team della AFC della settimana: 1

10ª del 2017